# 法林寺 (茨木市)
法林寺（ほうりんじ）は、大阪府茨木市車作にある浄土真宗本願寺派の寺院。山号は、南本山（なんぼくさん）。本尊は阿弥陀如来。車作の集落の中にあり、背後には皇大神宮（神社）がある。

## 歴史
寺伝によれば、大永2年（1522年）に浄教の開基と伝わる。
慶長年中（1596～1615年）に寺号を本願寺より拝賜し、浄土真宗の寺院となる。
平成17年（2005年）本堂を修復す。

## 伽藍
- 本堂
- 鐘楼
- 梵鐘

## アクセス
- JR茨木駅、阪急京都本線茨木市駅から阪急バス89系統「車作クラブ前」下車すぐ